# Louis Pécour

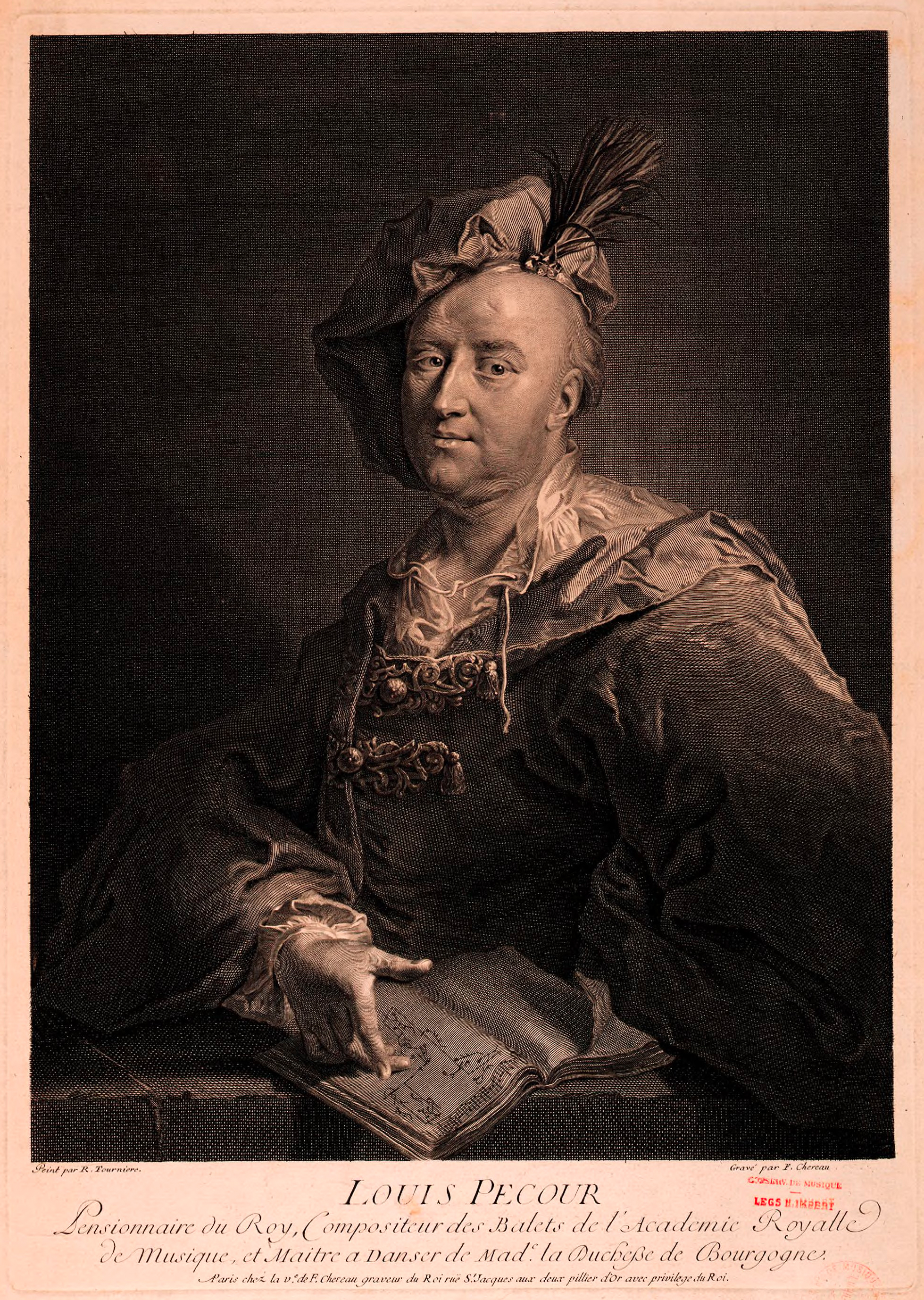
Louis Pécour

Louis Pécour, eigentlich Louis-Guillaume Pécourt (* 10. August 1653 in Paris; † 22. April 1729 in Paris) war ein französischer Tänzer und Choreograf.
Pécour war ein Schüler von Pierre Beauchamp. 
Er debütierte 1671 in dem Ballett Psyché von Jean-Baptiste Molière und Jean-Baptiste Lully. In der Nachfolge seines Lehrers wurde er 1687 zum „Compositeur des ballets de l'Académie royale de Musique“ ernannt. Neben der Oper und dem Königlichen Hof, arbeitete er auch für das Jesuitenkolleg Louis-le-Grand. Der Choreograf Raoul-Auger Feuillet, der etwa 120 Choreografien von Pécour veröffentlichte, bezeichnete ihn als das Vorbild für die perfektesten Tänzer („le modèle des plus parfaits danseurs“).
| Personendaten    | Personendaten                              |
| ---------------- | ------------------------------------------ |
| NAME             | Pécour, Louis                              |
| ALTERNATIVNAMEN  | Pécourt, Louis-Guillaume (wirklicher Name) |
| KURZBESCHREIBUNG | französischer Tänzer und Choreograf        |
| GEBURTSDATUM     | 10. August 1653                            |
| GEBURTSORT       | Paris                                      |
| STERBEDATUM      | 22. April 1729                             |
| STERBEORT        | Paris                                      |